# Хронологія світових рекордів з бігу на 3000 метрів серед чоловіків
Світові рекорди з бігу на 3000 метрів визнаються Світовою легкою атлетикою з-поміж результатів, показаних легкоатлетами на сертифікованих стадіонах просто неба та в приміщенні з довжиною кола 400 метрів (але більше 200 метрів), за умови дотримання встановлених вимог.
Перший ратифікований світовий рекорд у цій дисципліні був встановлений 1912 року.

## Хронологія рекордів
| Результат                               | Атлет                          | Місто змагань | Дата змагань | Примітки    | Відео            |
| --------------------------------------- | ------------------------------ | ------------- | ------------ | ----------- | ---------------- |
| 8.36,8h                                 | Ганнес Колехмайнен Фінляндія   | Стокгольм     | 06.07.1912   |             |                  |
| 8.33,2h                                 | Йон Зандер Швеція              | Стокгольм     | 07.08.1918   |             |                  |
| 8.28,6h                                 | Пааво Нурмі Фінляндія          | Турку         | 27.08.1922   |             |                  |
| 8.27,6h                                 | Едвін Віде Швеція              | Гальмстад     | 07.06.1925   |             |                  |
| 8.25,4h                                 | Пааво Нурмі Фінляндія          | Берлін        | 24.05.1926   |             |                  |
| 8.20,4h                                 | Пааво Нурмі Фінляндія          | Стокгольм     | 24.07.1926   |             |                  |
| 8.18,8h                                 | Януш Кусоцінський Польща       | Антверпен     | 19.06.1932   |             |                  |
| 8.18,4h                                 | Генрі Нільсен Данія            | Стокгольм     | 24.07.1934   |             |                  |
| 8.14,8h                                 | Гуннар Гекерт Фінляндія        | Стокгольм     | 16.09.1936   |             |                  |
| 8.14,8h                                 | Генрі Келарне Швеція           | Стокгольм     | 14.08.1940   |             |                  |
| 8.01,2h                                 | Гундер Хегг Швеція             | Стокгольм     | 28.08.1942   |             |                  |
| 7.58,8h                                 | Гастон Рейфф Бельгія           | Євле          | 12.08.1949   |             |                  |
| 7.55,6h                                 | Шандор Іхарош Угорщина         | Будапешт      | 14.05.1955   |             |                  |
| 7.55,6h                                 | Гордон Пірі Велика Британія    | Тронгейм      | 22.06.1956   |             |                  |
| 7.52,8h                                 | Гордон Пірі Велика Британія    | Мальме        | 04.09.1956   |             |                  |
| 7.49,2h                                 | Мішель Жазі Франція            | Сен-Мор       | 27.06.1962   |             |                  |
| 7.49,0h                                 | Мішель Жазі Франція            | Мелен         | 23.06.1965   |             |                  |
| 7.46,0h                                 | Зігфрід Геррманн НДР           | Ерфурт        | 05.08.1965   |             |                  |
| 7.39,6h                                 | Кіпчоге Кейно Кенія            | Гельсінгборг  | 27.08.1965   |             |                  |
| 7.37,6h                                 | Еміль Путтеманс Бельгія        | Орхус         | 14.09.1972   |             |                  |
| 7.35,2h                                 | Брендан Фостер Велика Британія | Гейтсхед      | 03.08.1974   |             | Відео на YouTube |
| 7.32,1h                                 | Генрі Роно Кенія               | Осло          | 27.08.1978   |             | Відео на YouTube |
| 7.29,45                                 | Саїд Ауїта Марокко             | Кельн         | 20.08.1989   |             | Відео на YouTube |
| 7.28,96                                 | Мозес Кіптануї Кенія           | Кельн         | 16.08.1992   |             | Відео на YouTube |
| 7.25,11                                 | Нуреддін Морселі Алжир         | Монако        | 02.08.1994   |             |                  |
| 7.20,67                                 | Данієль Комен Кенія            | Рієті         | 01.09.1996   | [ 1 ]       | Відео на YouTube |
| 7.17,55                                 | Якоб Інгебрігтсен Норвегія     | Хожув         | 25.08.2024   | [ 2 ] [ 3 ] | Відео на YouTube |
| 0 років, 215 днів від дати встановлення |                                |               |              |             |                  |